# Gouvernementsgebäude auf der Thomasbastion

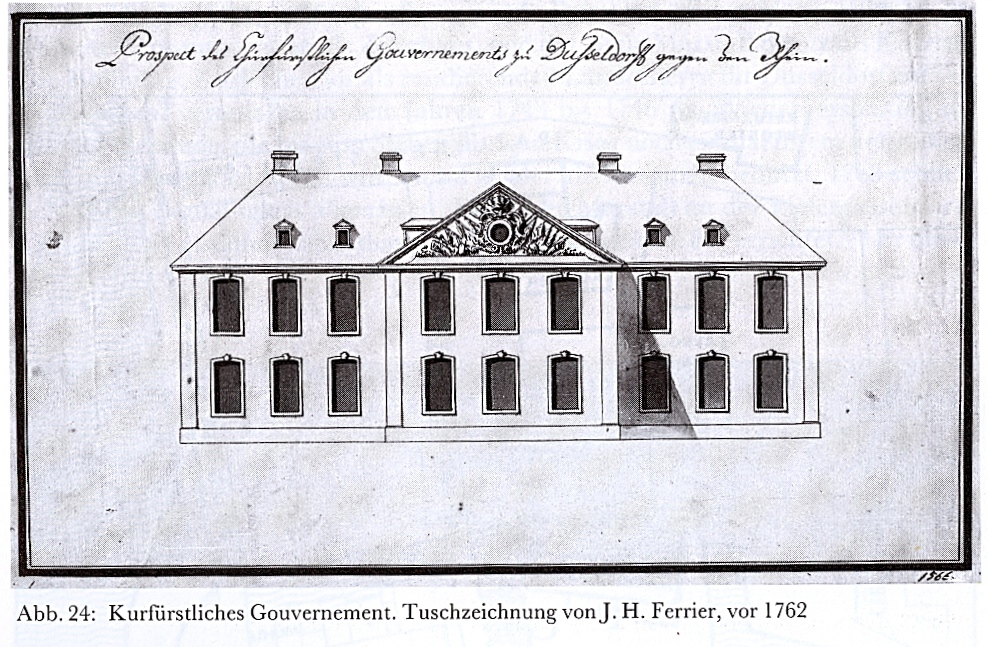
Gouvernementsgebäude auf der Thomasbastion von J. H. Ferrier

Das Gouvernementsgebäude auf der Thomasbastion in Düsseldorf war ein historisches Gebäude, das 1713/1714 errichtet wurde. 1762 wurde es weitgehend zerstört.

## Geschichte
Das Gouvernementsgebäude auf der Thomasbastion der Zitadelle wurde für den Gouverneur Graf Johann Ernst von Nassau-Weilburg errichtet. Nach 1740 wurden Eingangshalle und Säle durch Anton Wisselinck ausgemalt. Im Siebenjährigen Krieg überquerten die Franzosen 1759 den Rhein und errichteten in Düsseldorf ihr Hauptquartier unter Marschall Contrades. Vermutlich wurde dabei das Gebäude von den Franzosen benutzt. 1762 nach den Niederlagen der französischen Armee und des folgenden Rückzuges vom Niederrhein wurde das Gouvernementsgebäude von den Franzosen in Brand gesetzt und danach teilweise abgebrochen. Ein Rest wurde ab 1772 als Kommissbackhaus verwendet.

## Kunstgeschichtliche Bedeutung
Das von J. H. Ferrier errichtete Gebäude zählte zu den Düsseldorfer Monumentalbauten des Klassizismus im Stil des Louis-seize. Neben Schloss Jägerhof, Schloss Benrath und dem Statthalterpalais war es eines der wenigen staatlichen Gebäude. Seine Fassade war Vorbild für „Juppens Haus“ und die Häuser Bilker Straße 5 und Hohe Straße 6. Der Giebel des Gouvernementsgebäudes zeigte reichen Trophäenschmuck mit einer Rokokokartusche, die von einem Kurhut gekrönt wurde, und fasste drei Mittelachsen zusammen. Die Fensterrahmen zeigen die üblichen Stichbögen mit Schlussstein.
Es wurde Vorbild für den Düsseldorfer Profanbau:

„Als vierter Bau, der vorbildlich wurde für die Patrizierhäuser, die Wohnungen höherer Staatsbeamten oder adeliger Absteigequartiere, war das ehemalige Gouvernementsgebäude auf der Thomasbastion von J. H. Ferier.“